# Rana Ismayilova
Rana Najafgulu gizi Ismayilova (en azerí: Rəna Nəcəfqulu qızı İsmayılova; Bakú, 28 de agosto de 1950) es una organista de Azerbaiyán.

## Biografía
Rana Ismayilova nació el 28 de agosto de 1950 en Bakú. Su primera profesora de música fue su hermana Zemfira Gafarova. Después de graduarse de la escuela secundaria de música, ingresó en la Academia de Música de Bakú en 1968.
Después de graduarse de la academia, comenzó a trabajar en el Teatro de Música Estatal Academico de Azerbaiyán y la escuela de música en Sumgayit. Entre 1983 y 1986 también estudió en el Conservatorio de Moscú.
El 28 de octubre de 2020, por la orden del Presidente de Azerbaiyán, Ilham Aliyev, Rana Ismayilova fue galardonada con el título “Artista de Honor de Azerbaiyán”.
Actualmente Rana Ismayilova vive en Alemania.

## Premios y títulos
- Artista de Honor de Azerbaiyán (2000)[3]